# 贾氏节孝坊
贾氏节孝坊，位于山西省临汾市侯马市上马街道上马村，建于清乾隆四十一年（1776年）十月十七日寅时，三间四柱五楼式，石雕仿木结构，三重歇山顶，颇为简朴。刻有“旌表”、“圣旨”、“处士周克宽之继妻贾氏节孝坊”字样。。1996年12月，贾氏节孝坊公布为侯马市文物保护单位。